# Cantone di Lens-Nord-Ovest
Il Cantone di Lens-Nord-Ovest era una divisione amministrativa dell'arrondissement di Lens.
È stato soppresso a seguito della riforma complessiva dei cantoni del 2014, che è entrata in vigore con le elezioni dipartimentali del 2015.
Comprendeva parte della città di Lens e il comune di Loos-en-Gohelle.